# Shaviyani-atol
Het Shaviyani-atol (Miladhunmadulu Uthuruburi, of Miladhunmadulu Noord) is een bestuurlijke divisie van de Maldiven.
De hoofdstad van het Shaviyani-atol is Funadhoo.

## Geografische indeling

### Atollen
Het Shaviyani-atol bestaat uitsluitend uit het noordelijke deel van het Miladhunmadulhu-atol.

### Eilanden
Het Shaviyani-atol bestaat 51 eilanden waarvan er 15 bewoond zijn.

#### Bewoonde eilanden
De volgende bewoonde eilanden maken deel uit van het atol:
1. Bileffahi
2. Feevah
3. Feydhoo
4. Foakaidhoo
5. Funadhoo
6. Goidhoo
7. Kanditheemu
8. Komandoo
9. Lhaimagu
10. Maakandoodhoo
11. Maaungoodhoo
12. Maroshi
13. Milandhoo
14. Narudhoo
15. Noomaraa

#### Onbewoonde eilanden
De volgende onbewoonde eilanden maken deel uit van het atol:
1. Bis Huraa
2. Bolissafaru
3. Dhanveli Huraa
4. Dhigurah
5. Dhiguvelidhoo
6. Dholhiyadhoo
7. Dholhiyadhookudarah
8. Ekasdhoo
9. Eriyadhoo
10. Farukolhu
11. Firunbaidhoo
12. Fushifaru
13. Gaakoshinbi
14. Gallaidhoo
15. Hirubadhoo
16. Hurasfaruhuraa
17. Kabaalifaru
18. Keekimini
19. Kilisfaruhuraa
20. Kudadhoo
21. Kudafaruhuraa
22. Kudalhalmendhoo
23. Madidhoo
24. Madikuredhdhoo
25. Mathikomandoo
26. Medhukuburudhoo
27. Medhurah
28. Migoodhoo
29. Naainfaraufinolhu
30. Nalandhoo
31. Naruribudhoo
32. Neyo
33. Vagaru

Haa Alif-atol · Haa Dhaalu-atol · Shaviyani-atol · Noonu-atol · Raa-atol · Baa-atol · Lhaviyani-atol · Kaafu-atol · Alif Alif-atol · Alif Dhaal-atol · Vaavu-atol · Meemu-atol · Faafu-atol · Dhaalu-atol · Thaa-atol · Laamu-atol · Gaafu Alif-atol · Gaafu Dhaalu-atol · Gnaviyani-atol · Seenu-atol · Malé